# Kate Brown
Kate Brown (hay Katherine Brown, sinh ngày 21 tháng 6 năm 1960) là một nữ luật gia, chính trị gia người Mỹ. Bà hiện là Thống đốc thứ 38 của tiểu bang Oregon kể từ năm 2015. Bà nguyên là Bang vụ khanh Oregon từ năm 2009 đến năm 2015; Lãnh đạo phe Đa số của Thượng viện Oregon từ năm 2003 đến năm 2009, Thượng nghị sĩ tiểu bang từ khu vực thứ 21 trong ba nhiệm kỳ của Thượng viện Oregon từ 1997 đến 2009; Hạ nghị sĩ tiểu bang từ khu vực thứ 13 trong ba nhiệm kỳ của Hạ viện Oregon từ năm 1991 đến 1997. Bà đảm nhận chức vụ Thống đốc sau khi John Kitzhaber từ chức vào năm 2015, giành chiến thắng trong trong cuộc bầu cử đặc biệt giữa nhiệm kỳ năm 2016 và tái đắc cử cuộc bầu cử đủ nhiệm kỳ năm 2018.
Kate Brown là Đảng viên Đảng Dân chủ, Tiến sĩ Luật, chính trị gia tự do. Bà là một người phụ nữ song tính luyến ái công khai, một chính trị gia làm nên lịch sử với thành công trong cuộc bầu cử của mình. Năm 2008, bà trở thành người LGBT công khai đầu tiên được bầu làm Bang vụ khanh của một bang ở Hoa Kỳ, là người LGBT công khai đầu tiên được bầu làm Thống đốc một bang ở Hoa Kỳ vào năm 2016, cũng như là người phụ nữ thứ hai được bầu làm Thống đốc bang Oregon, sau Barbara Roberts.

## Xuất thân và giáo dục
Kate Brown sinh ngày 21 tháng 6 năm 1960 ở vùng đô thị Torrejón de Ardoz, thuộc Tây Ban Nha thời Franco. Những năm tháng này là lúc bố của bà, Tiến sĩ James Paterson Brown, một bác sĩ mắt đang phục vụ trong Lực lượng Không quân Hoa Kỳ đóng quân ở Torrejón de Ardoz, khiến bà được sinh ra ở nước ngoài. Bà lớn lên ở Minnesota, tốt nghiệp Trường Trung học Mounds View ở Arden Hills, Minnesota vào năm 1978. Sau đó, bà tới thành phố Boulder, Colorado, theo học Đại học Colorado tại Boulder, nhận bằng Cử nhân Nghệ thuật chuyên ngành Bảo vệ Môi trường với chứng chỉ học thuật về nghiên cứu phụ nữ của năm 1981. Bà tới thành phố Portland, Oregon, nghiên cứu tại Trường Luật Cao đẳng Lewis & Clark của Hiệp hội Luật gia Hoa Kỳ (American Bar Association), trở thành Tiến sĩ Luật (JD) và chứng chỉ Luật môi trường năm 1985.

## Sự nghiệp

### Hạ viện Oregon
Kate Brown được bổ nhiệm vào Hạ viện Oregon vào năm 1991, thay thế chỗ trống trong một ghế đại diện cho thành phố Portland do người tiền nhiệm Judy Bauman để lại. Bà đã được bầu vào nhiệm kỳ thứ hai trước khi được bầu vào Thượng viện Oregon vào năm 1996. Hai năm sau, bà được bầu làm Lãnh đạo Đảng Dân chủ Thượng viện tiểu bang. Năm 2003, bà được bầu làm Lãnh đạo phe Đa số của Thượng viện Oregon. Bà là người gây quỹ hàng đầu cho cuộc họp kín, giúp Đảng Dân chủ giành bằng số ghế của Đảng Cộng hòa tại Thượng viện Oregon vào năm 2003. Cùng năm đó, bà cũng giành được vị trí trưởng nhóm họp kín, đã giúp lấy đủ số phiếu bầu để thông qua dự luật cải cách Hệ thống Hưu trí cho Nhân viên công của Oregon, cũng như sau đó bỏ phiếu chống lại dự luật cải cách này, nhằm duy trì mối quan hệ của bà với tổ chức công đoàn. Nhiều đồng nghiệp của bà đã mất ghế do phản ứng dữ dội từ các liên đoàn lao động.

### Bang vụ khanh Oregon

#### Tranh cử
Vào tháng 7 năm 2007, Kate Brown thông báo rằng bà sẽ từ bỏ ghế tại Thượng viện Oregon để trở thành ứng cử viên cho chức vụ Bang vụ khanh Oregon vào năm sau. Vào ngày 20 tháng 5 năm 2008, bà giành chiến thắng trong cuộc bầu cử ứng cử viên Đảng Dân chủ cho chức vụ Bang vụ khanh, và vào ngày 5 tháng 11, bà thắng cuộc tổng tuyển cử với tỷ lệ cách biệt 51–46% trước ứng cử viên Đảng Cộng hòa Rick Dancer.

#### Nhiệm kỳ

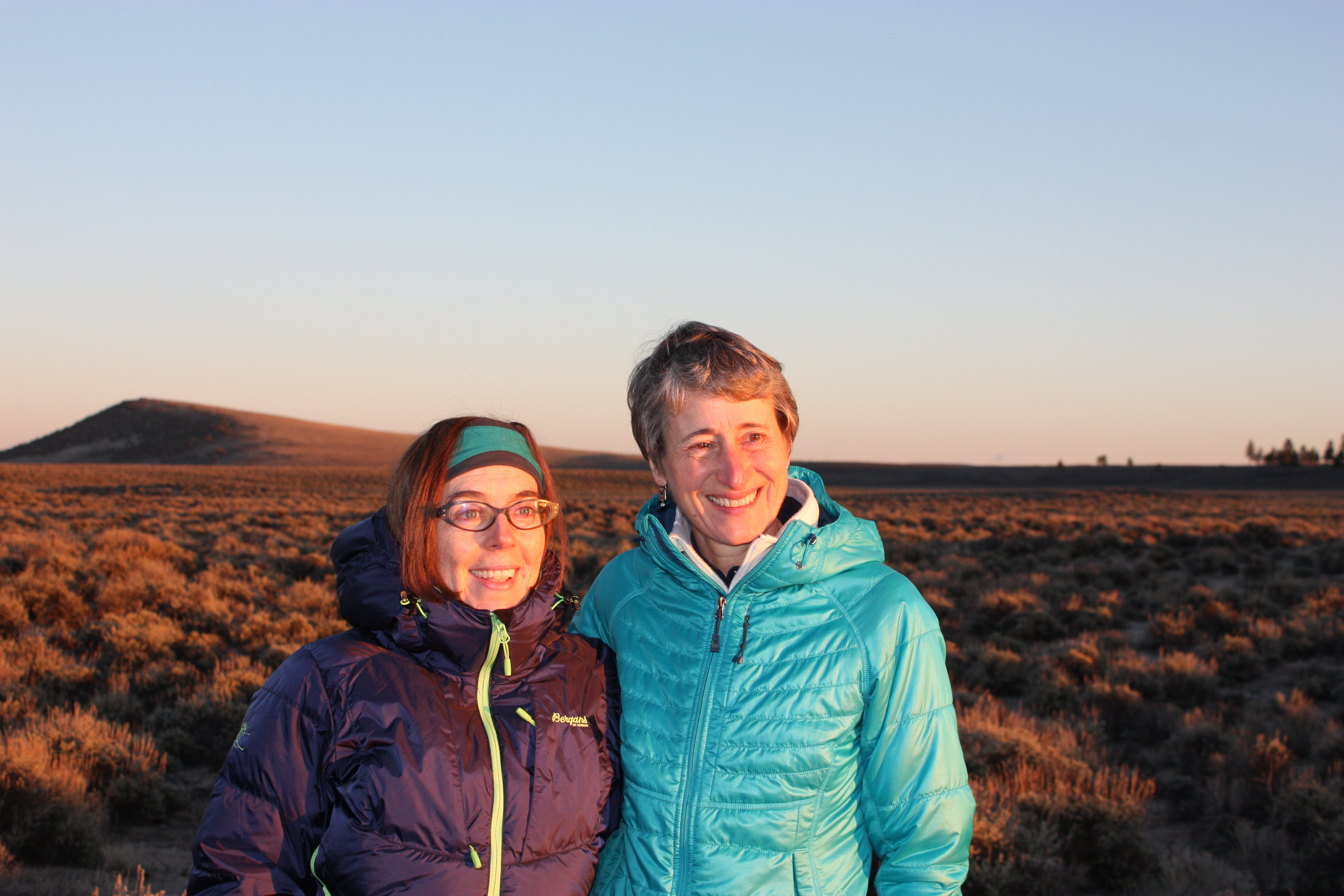
Kate Brown và Bộ trưởng Nội vụ Sally Jewell năm 2014.

Khi mới nhậm chức, một trong những ưu tiên của Kate Brown là thực hiện các cuộc đánh giá hiệu suất nghiêm ngặt để giúp cân bằng ngân sách. Năm 2008, cứ mỗi USD mà tiểu bang chi tiêu, các cuộc kiểm toán hiệu suất đã tiết kiệm được 8,0 USD chi phí. Năm 2010, bà báo cáo rằng đã tiết kiệm được 64 USD chi phí và hiệu quả cho mỗi USD đầu tư vào các cơ quan. Năm 2009, Kate Brown đã giới thiệu và thông qua Dự luật Hạ viện 2005 để trấn áp gian lận và lạm dụng trong hệ thống đề xướng luật và trưng cầu dân ý. Nó trao cho Bang vụ khanh nhiều quyền hơn để truy tố gian lận và thực thi lệnh cấm theo hiến pháp về việc trả tiền cho mỗi chữ ký đối với các đề xuất luật. Bà cũng thực hiện đăng ký cử tri trực tuyến. Tính đến tháng 3 năm 2010, một năm sau khi được giới thiệu, Oregon Public Broadcasting ghi nhận gần 87.000 người Oregon đã đăng ký trực tuyến để bỏ phiếu.
Năm 2009, Viện Aspen đã vinh danh Kate Brown là một trong 24 Ngôi sao đang lên (Rising Stars) trong chính trường Hoa Kỳ và trao cho bà học bổng Rodel. Chương trình này là một học bổng kéo dài hai năm được thiết kế để phá bỏ các rào cản đảng phái và khám phá các trách nhiệm của lãnh đạo công và quản trị tốt. Vào tháng 10 năm 2012, tạp chí StateTech đã nêu bật việc Kate Brown sử dụng công nghệ iPad và máy tính bảng để tăng khả năng tiếp cận cho cử tri khuyết tật. Năm 2011, Oregon trở thành cơ quan tài phán đầu tiên trong nước sử dụng công nghệ này để giúp cử tri khuyết tật đánh dấu lá phiếu của họ. Vào tháng 1 năm 2015, bà đã gửi một lá thư lên Ủy ban Truyền thông Liên bang (FCC) để ủng hộ việc mua công ty Time Warner Cable của Comcast gần như hoàn toàn được viết bởi Comcast, một công ty đã quyên góp được tổng cộng hơn 10.000 USD cho các chiến dịch bầu cử của bà trong quá khứ.

## Thống đốc Oregon

### Nhậm chức và tranh cử

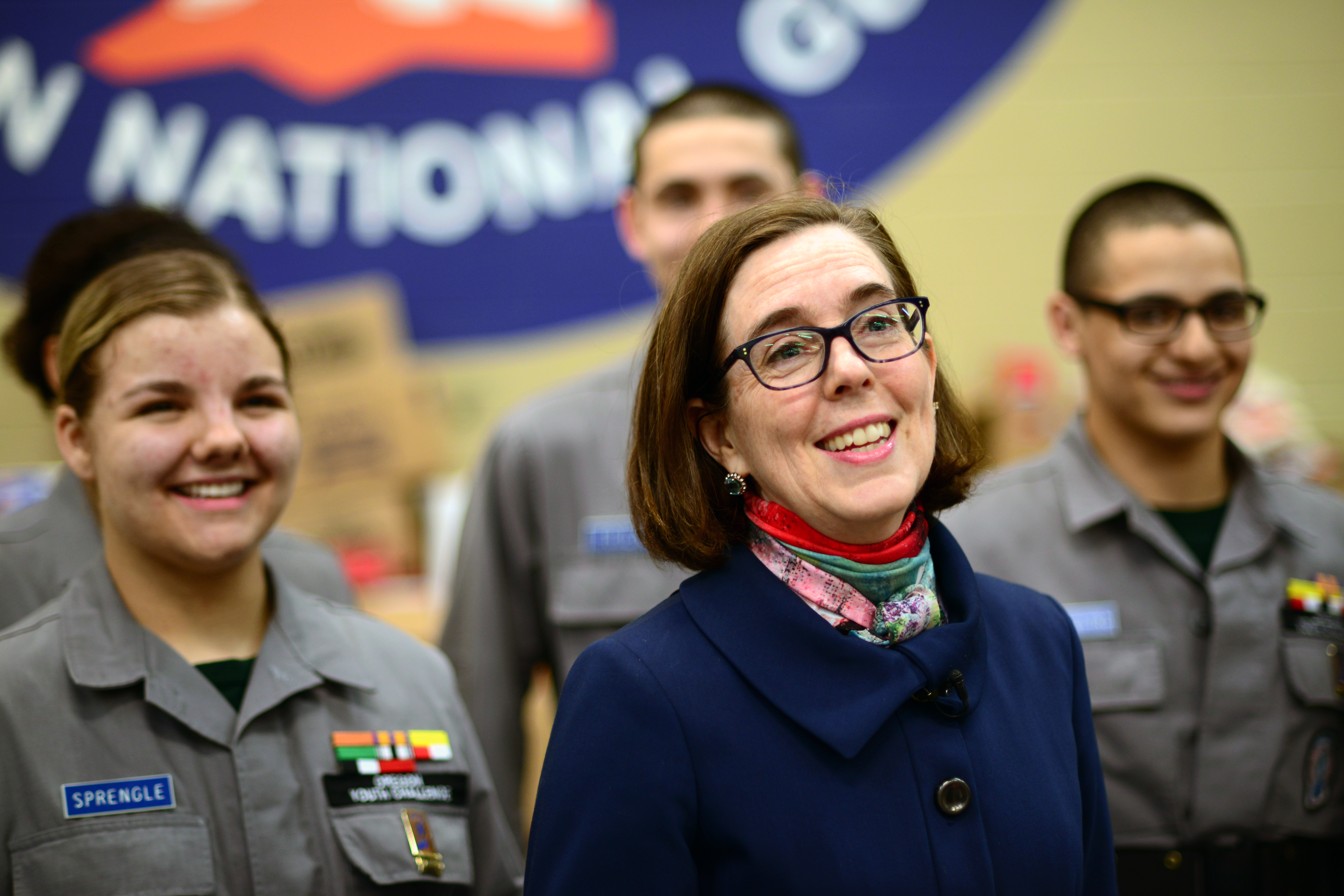
Kate Brown và Vệ binh Oregon năm 2017.

Vào ngày 18 tháng 2 năm 2015, Thống đốc John Kitzhaber từ chức trong bối cảnh một vụ bê bối tham nhũng chỉ ba tháng sau khi tái đắc cử; Kate Brown kế nhiệm ông vì Hiến pháp Oregon chỉ định Bang vụ khanh là người kế vị khi Thống đốc rời nhiệm sở trong nhiệm kỳ. Khi nhậm chức Thống đốc, Kate Brown bổ nhiệm Brian Shipley, một nhà vận động hành lang cho Đại học Khoa học & Sức khỏe Oregon và là cựu Phó Chánh văn phòng cho Thống đốc Ted Kulongoski, làm Chánh văn phòng của bà, bổ nhiệm Jeanne Atkins làm Bang vụ khanh kế nhiệm. Luật Oregon yêu cầu một cuộc bầu cử đặc biệt vào tháng 11 năm 2016 trong hai năm còn lại tại nhiệm kỳ Thống đốc chưa hoàn thành của John Kitzhaber. Đến tháng 4 năm 2016, Kate Brown đã quyên góp được hơn 800.000 USD cho chiến dịch của mình chỉ trong năm 2016, trong khi đối thủ cạnh tranh chính của Đảng Dân chủ gần nhất của bà, Julian Bell, quyên góp được 33.000 USD. Bà đã đánh bại Julian Bell, Chet Chance, Kevin M. Forsythe, Steve Johnson và Dave Stauffer để nhận được đề cử của Đảng Dân chủ, rồi giành chiến thắng trong cuộc tổng tuyển cử trước ứng cử viên Đảng Cộng hòa Bud Pierce, ứng viên Đảng Độc lập Cliff Thomason, ứng cử viên Đảng Tự do James Foster, và ứng cử viên Đảng Lập hiến Aaron Donald Auer, nhận được 51% phiếu bầu. Bà đã được bầu lại vào tháng 11 năm 2018, đánh bại Knute Buehler của Đảng Cộng hòa với tỷ lệ 50–43,9%.

### Nhiệm kỳ
Sau khi nhậm chức, Kate Brown đã gia hạn lệnh cấm hành quyết mà John Kitzhaber đã ban hành trước đó. Vào năm 2015, bà cũng đã ký một dự luật motor voter về cử tri mà bà đã ủng hộ khi còn là Bang vụ khanh, cụ thể là tự động đăng ký cử tri bằng cách sử dụng dữ liệu bằng lái xe của họ. Tại hội nghị thu hút cử tri của Politico, bà phát biểu rằng, "Đăng ký là một rào cản đối với những người tham gia vào quá trình này và bỏ phiếu là quyền cơ bản của một công dân và mọi người trên khắp đất nước phải có khả năng tiếp cận quyền cơ bản này mà không có rào cản như đăng ký".

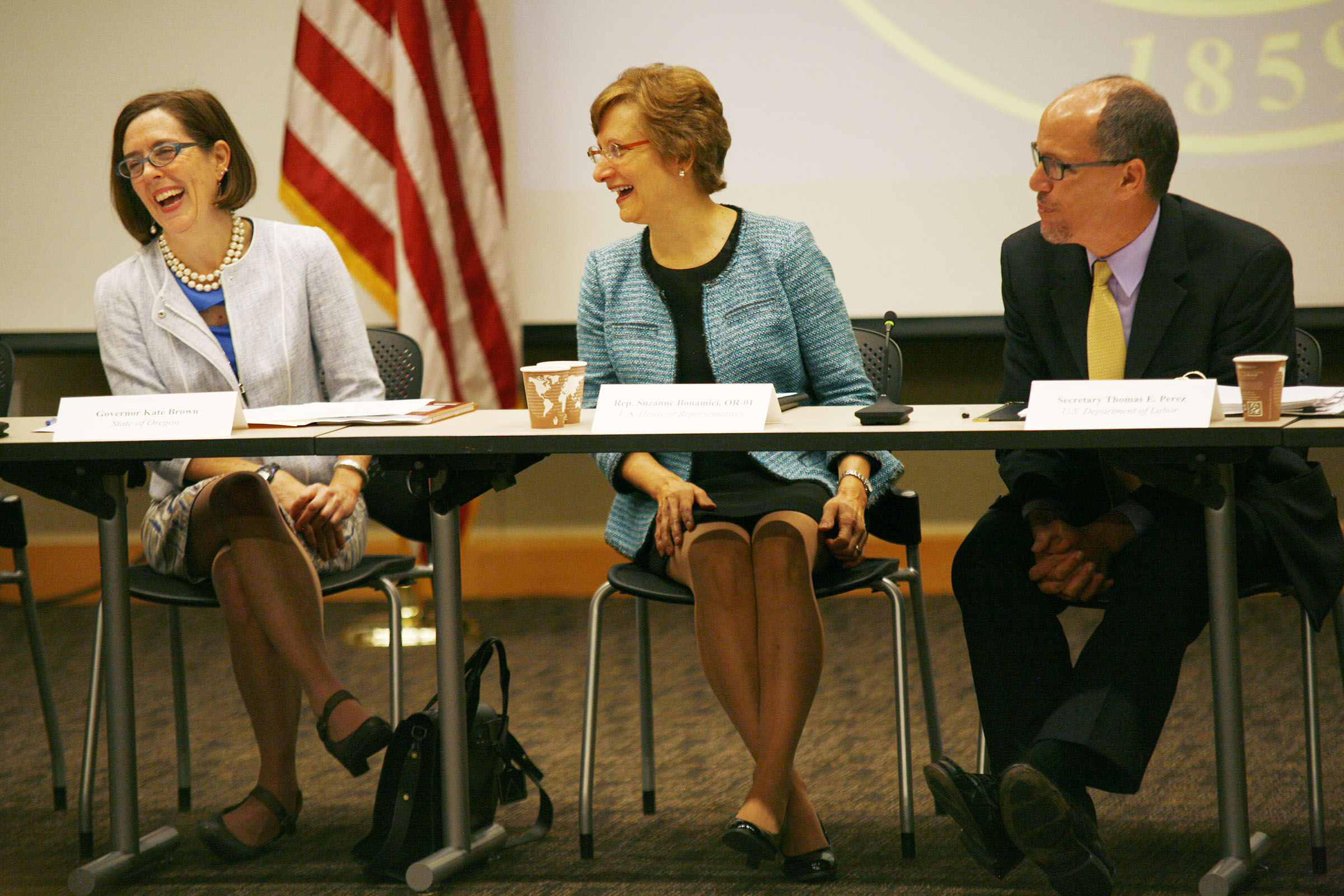
Từ trái sang: Kate Brown, Hạ nghị sĩ Suzanne Bonamici và Bộ trưởng Lao động Tom Perez năm 2015.

Vào tháng 7 năm 2016, Kate Brown đã ký HB3402, nâng giới hạn tốc độ tối đa lên 70 MPH trên các đoạn giao thông I-82 và các đoạn của I-84 và US-95. Trước đây, giới hạn tốc độ tối đa cho phép trên đường cao tốc Oregon là 65. Dự luật này cũng nâng giới hạn tốc độ trên các đường cao tốc không liên bang ở phía Đông Oregon từ 55 lên 65. Vào tháng 1 năm 2017, bà đã bổ nhiệm Nik Blosser là Chánh văn phòng thứ ba của mình sau khi cựu Chánh văn phòng Kristen Leonard từ chức. Tháng 6 năm 2017, bà đã ký thành luật Đạo luật Trả lương Bình đẳng Oregon, đạo luật này cấm người sử dụng lao động sử dụng tiền lương trả trước của người tìm việc trong các quyết định tuyển dụng.
Trong một kế hoạch ngân sách tháng 11 năm 2018, bà đã đề xuất một kế hoạch 30 năm để hạn chế lượng khí thải gây hiệu ứng nhà kính của Oregon thông qua hệ thống giới hạn và thương mại. Vào năm 2019, sau khi bùng phát dịch sởi ở Oregon, Kate Brown kêu gọi các bậc cha mẹ tiêm phòng cho con họ. Để đối phó với Đại dịch COVID-19 toàn cầu đang diễn ra, bà đã công khai kêu gọi người dân Oregon ở nhà để tránh lây lan virus, nhưng ban đầu bị chỉ trích vì không ban hành lệnh tạm trú tại chỗ. Lệnh chính thức được ban hành vào ngày 23 tháng 3 năm 2020.

## Lịch sử tranh cử
Tính đến năm 2021, Kate Brown đã tham gia 10 kỳ bầu cử, ba kỳ bầu cử Hạ nghị sĩ tiểu bang, ba kỳ bầu cử Thượng nghị sĩ tiểu bang, hai kỳ cho Bang vụ khanh và hai kỳ cho Thống đốc, bà đều giành chiến thắng trong cả 10 kỳ.

## Đời tư
Kate Brown sống ở Dinh Thống đốc Mahonia Hall, thủ phủ Salem, Oregon. Bà kết hôn với Dan Little năm 1997, sống cùng chồng và hai người con riêng, Dylan Little và Jessie Little. Bà là người song tính luyến ái công khai đầu tiên có một chức vụ toàn bang và cũng là Thống đốc song tính công khai đầu tiên của đất nước Hoa Kỳ.

## Giải thưởng
Kate Brown nhận được nhiều giải thưởng về hoạt động chính trị, xã hội trong sự nghiệp của mình:
- 1995 – Giải thưởng Người Phụ nữ Thành tựu từ Ủy ban Phụ nữ Oregon;[38]
- 2004 – Giải thưởng Dịch vụ Cộng đồng và Công cộng Quốc gia từ Hiệp hội Cố vấn Sức khỏe Tâm thần Hoa Kỳ;[39]
- 2007 – Giải thưởng Bằng khen của Tổng thống từ Oregon State Bar;
- 2015 – Được liệt kê là một trong chín người về nhì cho Người vận động của năm;[40]
- 2017 – Ghi tên trong danh sách đầu tiên của NBC Out;[41]
- Hồ sơ về Lòng dũng cảm (Profiles in Courage) của tổ chức Quyền cơ bản Oregon;